# واله اصفهانی
محمدکاظم واله‌اصفهانی (۱۱۵۲ - ح ۱۲۲۹ ه‍.ق) از خوشنویسان شیوه‌های تعلیق، نستعلیق و ناخنی است او از شاعران و خوشنویسان اواخر زند، اوایل قاجار به‌شمار می‌آید.
هنر اصلی محمد‌کاظم واله‌اصفهانی خوشنویسی است. اگر چه برخی از معاصران و حتی خود او شعرش را نیز ستوده‌اند، اما بسیاری هم عقیده دارند که واله درشعر‌و‌شاعری هم‌سنگ هم‌عصران و معاصرانش نیست. او از خوشنویسان نامدار خط تعلیق و سرآمد همهٔ خوشنویسان این رشته بوده‌است. علاوه بر تعلیق، نستعلیق را نیز خوش می‌نوشته. مهم‌تر آنکه در خط «ناخنی» که نوعی خطاطی بدون استفاده از مرکب و بسیار قابل‌توجه و مشکل است، استاد بوده‌است.

## زندگی
محمد‌کاظم درطی سفرهای دوران جوانی که بیشتر  آن‌ها در عراق بوده و به کسب کمال و علم و فن کوشیده و درخط و رقاع نیز به استادی رسیده‌است. به طوری که پس از بازگشت به وطن علاوه بر مهارت فوق‌العاده‌ای که درخط کسب کرد، درعلم ریاضی و فن عروض و قافیه هم مدارجی را طی کرده و در این رشته‌ها نیز صاحب نظر شده‌است. یکی از هم‌دوره‌ای‌های واله، محمدحسین خان صدر اصفهانی بود که در این هنگام بیگلیر بیگی اصفهان بوده و دوستی عمیقی بین او و واله وجود داشت. محمدحسین خان صدر، محلی را در جنوب باغ‌های سعادت آباد، به او اختصاص داد و آن را «والهیه» نامید. واله ساختمان کوچک و زیبایی در آن محل بنا کرد وآرامگاهی نیز برای خود ساخت.
واله از مشاهیر ادبا، شعرا و خوشنویسان خط تعلیق بود که از فنون عربی، ادبی، حکمت و عرفان نیز بهرهٔ کافی داشت. وی در ایام پیری، زمان سلطنت فتحعلی شاه قاجار را درک کرد و نزد او و رجال دولت آن زمان صاحب شهرت و حرمت بود.
تاریخ وفات واله را به اختلاف سال ۱۲۲۹ و ۱۲۳۸ هجری قمری نوشته‌اند. واله در اصفهان وفات یافت و در تکیه «والهیه» (واقع در خیابان فیض) تخت فولاد اصفهان، زیر گنبد زیبایی دفن گردیده‌است. سنگ آرامگاه او که قبل از مرگ به وسیله خود او نوشته شده، از نفایس ارزشمند هنر خوشنویسی ایران به‌شمار می‌رود.

## موقعیت هنری
محمد کاظم اصفهانی در خط تعلیق، استاد بود و شکسته و نستعلیق را نیز خوش می‌نوشت که این امور فعالیت‌های آموزشی او را دربر می‌گرفتند. واله نه تنها درمیان شعرا و ادبا منزلتی داشت، بلکه سیاستمداران و مأموران کشورهای خارجی هم دوستی او را مغتنم شمرده و به دیدارش می‌شتافتند. همانند سرجان ملکم سفیردولت انگلیس در ایران و مؤلف کتاب «تاریخ ایران» که دریادداشتهای خود به ملاقاتی که با واله داشته‌است اشاره می‌کند. نوشته ملکم این نکته را روشن می‌سازد که واله در آن روزگار درمسائل سیاسی و اوضاع بین‌الملل هم صاحب نظر بوده‌است. آنچه واله را درشمار یکی از چهرهای شاخص عصر قاجار درآورده، علاوه بر خوشنویسی، کمالات انسانی اوست. ادب و متانت وی به حدی بود که هر کس با وی می‌نشست مفتون خوی خوش ورفتار احترام‌انگیز او می‌شد. به نوشته تذکره‌ها شاعران بسیاری زبان به هجو او گشودند، اما درتمامی اشعار واله حتی یک بیت درهجو کسی نمی‌بینیم.
دکتر بیانی در «احوال و آثار خوشنویسان» آورده‌است: «محمدکاظم واله نستعلیق را نیز خوش و استادانه می‌نوشت.» اثر مهم وی که هم‌اکنون در میان سنگ نوشته‌ها بی‌نظیر است، سنگ مزار آرامگاه او در تخت فولاد اصفهان می‌باشد که به دست خود نوشته و حرکات و استواری خط او را نشان می‌دهد. گویند پس از مرگ واله دیگر قطعات خط تعلیق دیده نشده‌است و به تعبیر فضائلی در «اطلس خط»: «خط تعلیق در اصفهان به دست واله بر سنگ مزارش نقش بست و برای همیشه بر خاک واله نشست.»

## آثار
- «دیوان» شعر

از آثار خوشنویسی:
- آثار ارزنده و زیبایی از این خوشنویس نزد مجموعه‌داران خطهای نفیس و موزه‌ها، به ویژه در کتابخانه مجلس شورای ملی موجود است.[۳]
- یک نسخه شش دفتر «مثنوی» مولانا، متن به قلم نستعلیق کتابت خوش و عنوانها به قلم رقاع کتابت عالی، با رقم: «انا العبد محمدکاظم الواله الاصفهانی»
- یک نسخه «کلیات» سعدی، به قلم کتابت عالی که بر دیباچهٔ آن چنین آمده‌است: «... در این عهد که عهد کاتب کتاب محمدکاظم متخلص به واله اصفهانی است…»
- پنج قطعه به قلم دو دانگ خوش، با رقم: «مشقه… محمدکاظم الواله الاصفهانی فی ۱۲۰۴ فی دارالسطنه اصفهان» و «محمدکاظم الواله الاصفهانی فی ۱۲۲۵».
- سنگ مزار خود او در تخت فولاد اصفهان